# Józef Świder

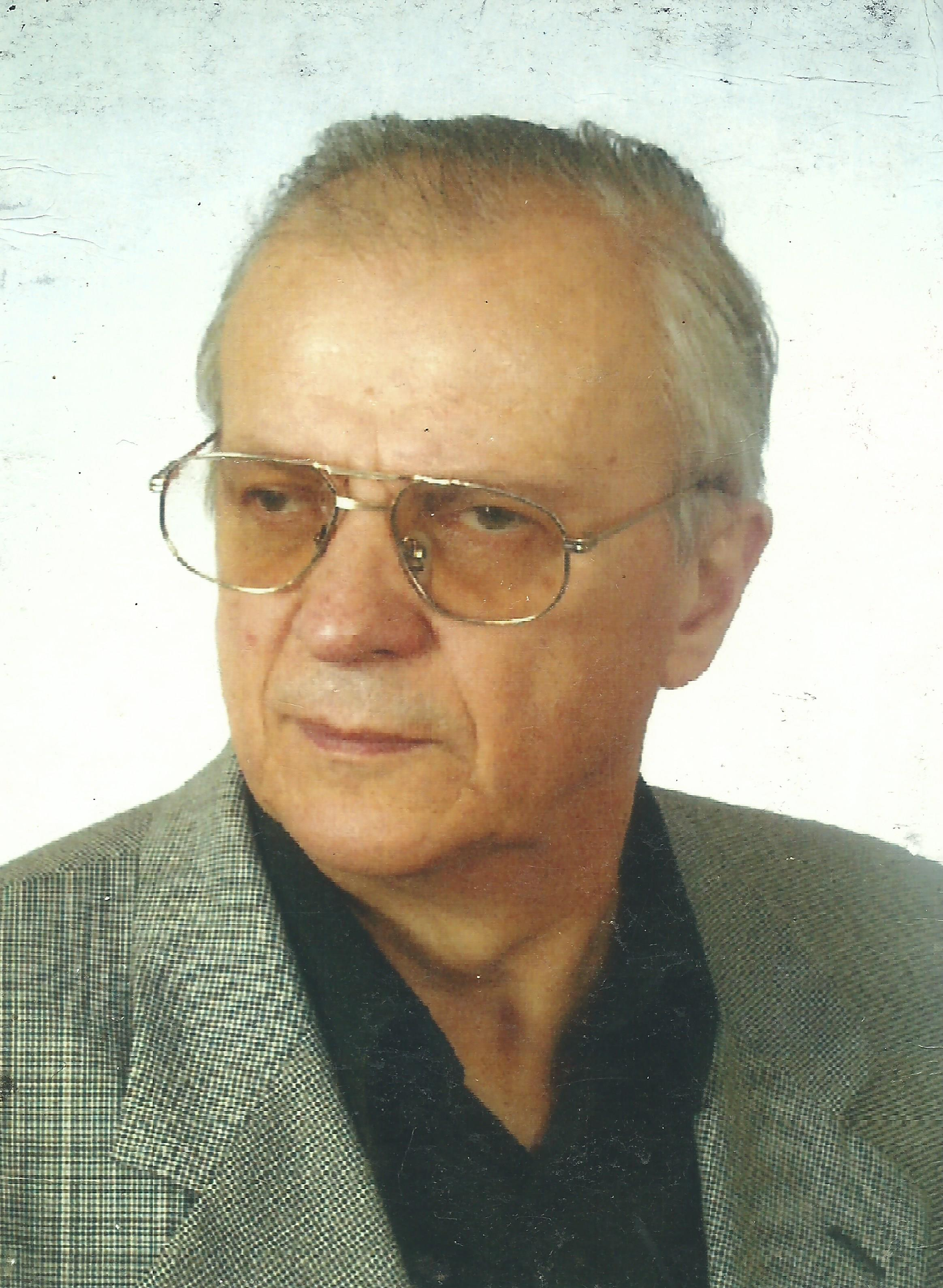
Józef Świder

Józef Świder (* 19. August 1930 in Czechowice-Dziedzice; † 22. Mai 2014 in Katowice) war ein polnischer Komponist.

## Leben
Józef Świder studierte an der Musikakademie Kattowitz die Fächer Klavier und Komposition. Anschließend vervollständigte er seine Kompositionskenntnisse bei Goffredo Petrassi in Rom. Später kehrte er nach Katowice zurück, wo er Professor für Musiktheorie und Komposition an der Musikakademie wurde. Außerdem übernahm er die Leitung der Abteilung für Musikpädagogik. Er war Komponist und Jury-Mitglied bei den Wettbewerben des polnischen Chorverbandes. Świder war Träger zahlreicher Auszeichnungen.

## Werke
Świders umfangreiches musikalisches Werk umfasst unter anderem drei Klavierkonzerte, drei Opern, sechs Oratorien, fünf Messen, Sololieder, Klavier- und Orgelmusik, Film und Theatermusik, Kammermusik, Stücke für Bläserensemble und über 200 Chorlieder.